# Davinde Sogn
Davinde Sogn er et sogn i Hjallese Provsti (Fyens Stift).
I 1800-tallet var Davinde Sogn anneks til Allerup Sogn. Begge sogne hørte til Åsum Herred i Odense Amt. Allerup-Davinde sognekommune blev ved kommunalreformen i 1970 indlemmet i Odense Kommune.
I Davinde Sogn ligger Davinde Kirke.
I sognet findes følgende autoriserede stednavne:
- Bagmose Huse (bebyggelse)
- Davinde (bebyggelse, ejerlav)
- Hakkehave (areal)
- Nyhave (areal, bebyggelse)
- Sanderumgård (ejerlav, landbrugsejendom)
- Tarup-Davinde Grusgrave (areal)